# Emeterio Gómez
Emeterio Gómez (Estado Nueva Esparta, Venezuela, 12 de marzo de 1942-Islas Canarias, España, 20 de abril de 2020) fue un profesor, economista y filósofo venezolano. 

## Biografía
Se graduó como economista en la Universidad Central de Venezuela (UCV) en 1965 y obtuvo un postgrado en filosofía en la Universidad Simón Bolívar. En 1980 fue director en ciencias sociales de la Universidad de París y profesor titular de la UCV desde 1966. Gómez también fue artículista del diario de Tal Cual y autor de varios libros importantes en la historia económica del país, tales como «El Empresariado Venezolano»; «Marx, ciencia o ideología»; «Padre; Confieso que he invertido», entre otros.
En 2013, mientras ejercía como profesor en la Universidad Simón Bolívar (USB) sufrió una caída por causa de una arritmia cardíaca que le ocasionó un traumatismo craneoencefálico grave, lo que le provocó pérdida de memoria. A raíz de la situación, en 2019 su familia inició una campaña en la plataforma GoFundMe para recolectar fondos que ayudaran con los gastos de medicamentos, movilidad asistida y estadía.
Se mudó a España, donde residía con su esposa. Tras sufrir una caída con fractura fue ingresado en el hospital donde se contagió de coronavirus. Falleció a los setenta y ocho años el 20 de abril de 2020 como consecuencia de la COVID-19 durante la pandemia de enfermedad por coronavirus de 2020.